# Оснач Василь Павлович
Василь Павлович Оснач (8 січня 1930, місто Київ — 11 квітня 2002, місто Київ) — український радянський державний і громадський діяч. Депутат Верховної Ради УРСР 10—11-го скликань. Кандидат у члени ЦК КПУ в 1981—1990 р.

## Біографія
Член ВКП(б) з 1951 року. 
У 1954 році закінчив Київський державний університет імені Тараса Шевченка.
У 1958—1962 роках — інструктор, завідувач відділу пропаганди і агітації Ждановського міського комітету КПУ Сталінської області.
У 1962—1967 роках — інструктор, консультант, завідувач сектору ЦК КПУ. У 1967—1973 роках — завідувач сектору відділу інформації та зарубіжних зв'язків ЦК КПУ.
У 1973—1978 роках — заступник міністра закордонних справ Української РСР.
У 1978—1992 роках — голова президії Українського товариства дружби і культурного зв'язку з зарубіжними країнами.
У 1987 році почав реформування товариства, сприяв створенню Товариства «Україна-Індія». Оснач доручив Валентину Адомайтісу створити Українське товариство дружби «Україна-Індія», сформувати актив, розробити статут, зареєструвати його в Міністерстві юстиції.

Могила Василя Оснача, Байкове кладовище

З 1980 по 1990 — Депутат Верховної Ради Української РСР 10-го скликання та Депутат Верховної Ради Української РСР 11-го скликання.
12 лютого 1981 року був делегатом XXVI з'їзду КПУ, на якому обраний кандидатом в члени Центрального Комітету Компартії України. 8 лютого 1986 року був делегатом XXVII з'їзду КПУ, на якому обраний кандидатом в члени Центрального Комітету Компартії України..
Помер на 73-му році життя 11 квітня 2002 року. Похований разом з дружиною на Байковому кладовищі (ділянка № 49а).

## Нагороди
- ордени
- медалі
- Почесна грамота Президії Верховної Ради Української РСР (7.01.1980)